# Pudeurs à l'italienne
Pour plus de détails, voir Fiche technique et Distribution.
Pudeurs à l'italienne (Il comune senso del pudore) est une comédie à l'italienne d'Alberto Sordi sortie en 1976.

## Fiche technique
Sauf indication contraire, les informations mentionnées dans cette section peuvent être confirmées par la base de données cinématographiques IMDb,  présente dans la section « Liens externes ».
- Titre français : Pudeurs à l'italienne ou Le Sens commun de la pudeur[1]
- Titre original : Il comune senso del pudore
- Réalisateur : Alberto Sordi
- Scénario : Rodolfo Sonego, Alberto Sordi
- Photographie : Giuseppe Ruzzolini, Luigi Kuveiller
- Montage : Tatiana Casini Morigi (it)
- Musique : Piero Piccioni
- Producteur : Fausto Saraceni (it)
- Société de production : Rizzoli Film
- Pays de production :  Italie
- Langue de tournage : italien
- Format : Couleur Eastmancolor - Son mono - 35 mm
- Durée : 123 minutes (2h03)
- Genre : Comédie à l'italienne
- Dates de sortie :
  - Italie : 10 avril 1976
  - France : 24 septembre 1980

## Distribution
- Alberto Sordi : Giacinto Colonna
- Cochi Ponzoni (it) : Ottavio Caramessa
- Florinda Bolkan : Loredana Davoli
- Claudia Cardinale : Armida Ballarin
- Philippe Noiret : Giuseppe Costanzo
- Rossana Di Lorenzo : Erminia Colonna
- Silvia Dionisio : Orchidea
- Giò Stajano : Le photographe de mode
- Renzo Marignano (it) : Le réalisateur du film Lady Chatterley
- Dagmar Lassander : Ingrid Streesberg
- Pino Colizzi : Tiziano Ballarin
- Ugo Gregoretti : Critical
- Gisela Hahn : Ursula Kerr
- Manfred Freyberger : Le mari d'Ingrid
- David Warbeck : Mellors
- Franca Scagnetti (it) : La serveuse au restaurant
- Jimmy il Fenomeno : Lui-même
- Macha Magall (it) : La Comtesse